# Muheza (Distrikt)
Muheza ist ein Distrikt der Region Tanga im Nordosten von Tansania. Er grenzt im Norden an den Distrikt Mkinga, im Nordosten an den Distrikt Tanga, im Osten an den Indischen Ozean, im Süden an den Distrikt Pangani und im Westen an die Distrikte Handeni und Korogwe.

## Geographie

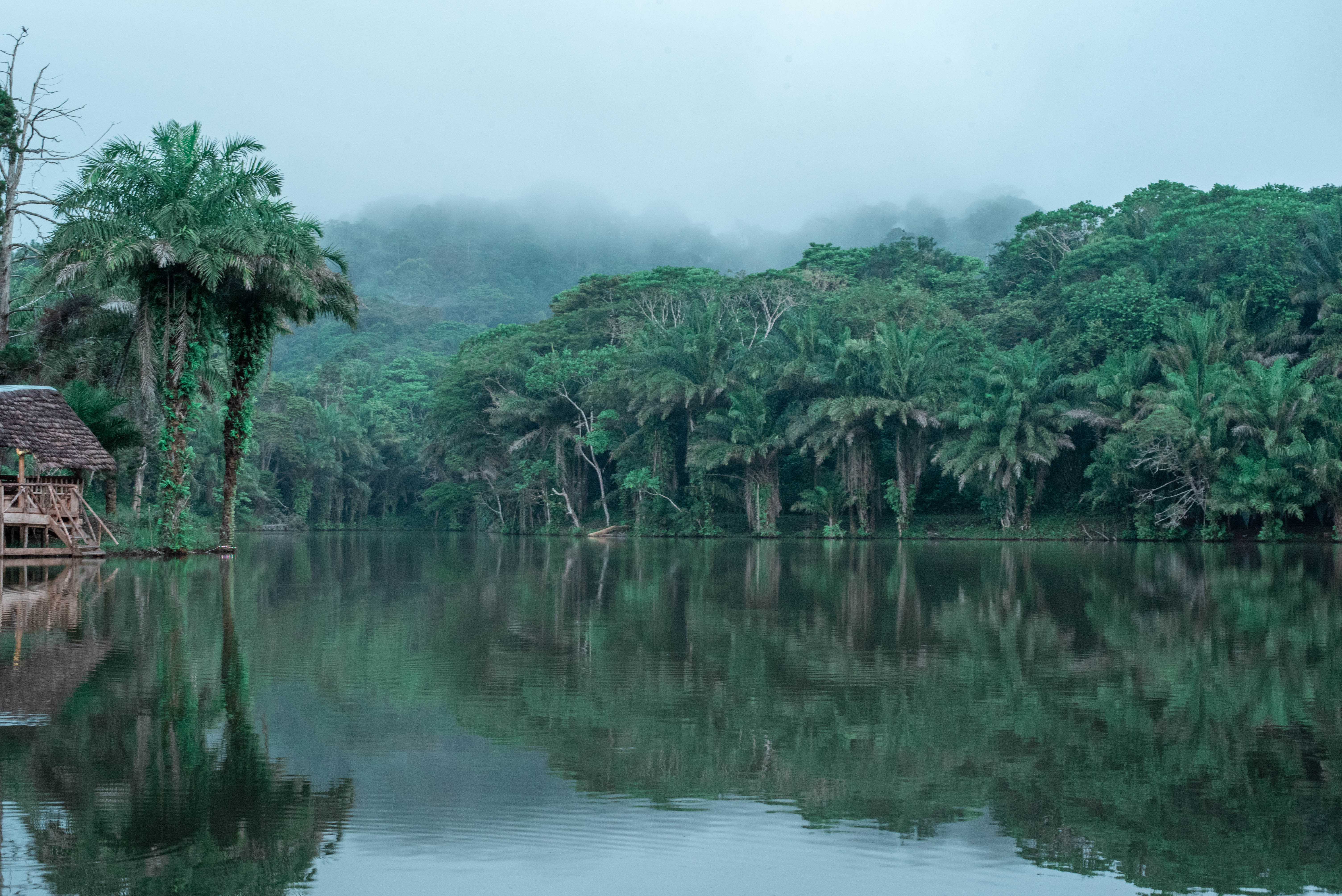
Magoroto-Wald.

Der Distrikt ist 1974 Quadratkilometer groß und hat 238.260 Einwohner (Volkszählung 2022). Das Land ist in drei Zonen gegliedert:
- Die Küstenzone am Indischen Ozean: Das Gebiet ist größtenteils bewaldet, wird aber auch landwirtschaftlich genutzt. Bei Temperaturen zwischen 25 und 32 Grad Celsius fallen jährlich rund 1000 Millimeter Regen.
- Das Mittelland: Dieses Gebiet wird überwiegend landwirtschaftlich genutzt, neben Mais und Maniok werden auch Orangen, Sisal und Kokosnüsse angebaut.
- Hochland: Das Hochland ist stark bewaldet, daneben werden auch Tee und Gewürze angebaut. Bei Temperaturen zwischen 20 und 28 Grad Celsius fallen 1000 bis 1800 Millimeter Niederschläge im Jahr.

Das Klima ist tropisch, As nach der effektiven Klimaklassifikation. Die Niederschläge fallen in zwei Regenzeiten, kurze Regenschauer (Vuli) von Oktober bis Dezember, längere Regen (Masika) von Februar bis Mai.

## Geschichte
Im Jahr 1974 wurde der Norden als eigenständiger Distrikt Mkinga abgespalten, seither hat Muheza seine heutige Form.

## Verwaltungsgliederung
Der Distrikt besteht aus 37 Bezirken (Wards):
- Amani
- Bwembwera
- Genge
- Kicheba
- Kigombe
- Kilulu
- Kisiwani
- Kwabada
- Kwafungo
- Kwakifua
- Kwemingoji
- Kwemkabala
- Kwezitu
- Lusanga
- Magila
- Magoroto
- Majengo
- Makole
- Masuguru
- Mbaramo
- Mbomole
- Misozwe
- Mingano
- Misalai
- Mhamba
- Mkuzi
- Mpapayu
- Mtindiro
- Ngomeni
- Nkumba
- Pande Darajani
- Potwe
- Songa
- Tanganyika
- Tingeni
- Tongwe
- Zirai

| Die Einwohnerzahl sank von 229.139 im Jahr 1988 auf 182.935 bei der Volkszählung 2002. Bis 2012 wuchs die Bevölkerungszahl um jährlich 1,1 Prozent auf 204.461 und stieg 2022 auf 238.260. Von den über Fünfjährigen sprachen im Jahr 2012 siebzig Prozent Swahili, zehn Prozent Swahili und Englisch, knapp unter zwanzig Prozent waren Analphabeten. | Die zur Anzeige dieser Grafik verwendete Erweiterung wurde dauerhaft deaktiviert. Wir arbeiten aktuell daran, diese und weitere betroffene Grafiken auf ein neues Format umzustellen. (Mehr dazu) |

- Bildung: Im Distrikt befinden sich 119 Grundschulen und dreißig weiterführende Schulen. Von den Grundschulen werden acht privat betrieben, von den weiterführenden fünf.[7]
- Gesundheit: Für die medizinische Betreuung der Bevölkerung sorgen ein Krankenhaus, vier Gesundheitszentren und 41 Apotheken.[8]

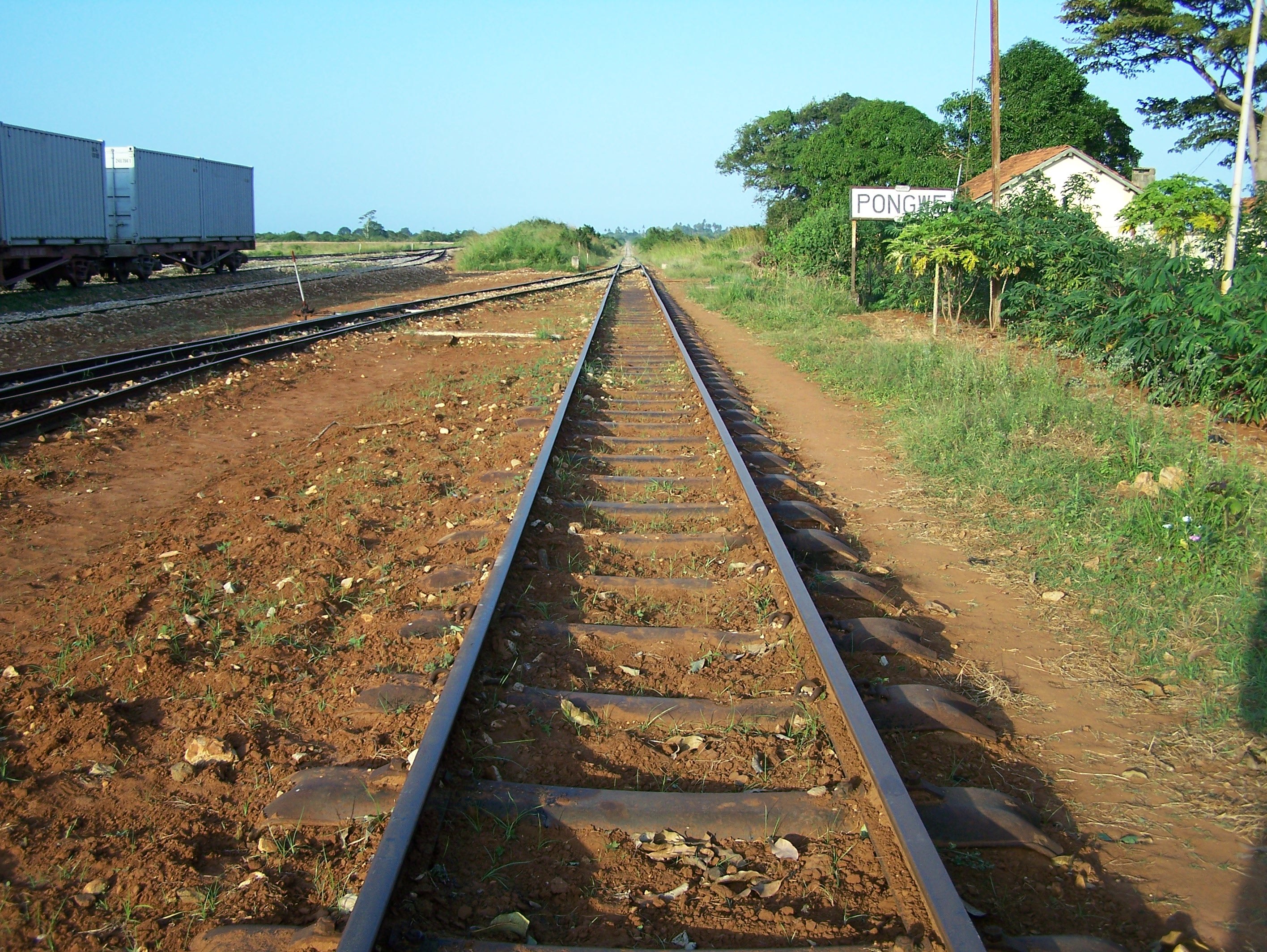
Bahnhof Pongwe der Usambarabahn im Distrikt Muheza.

## Wirtschaft und Infrastruktur
- Landwirtschaft: Etwa neunzig Prozent der Bevölkerung sind in der Landwirtschaft tätig. Für den Eigenbedarf werden überwiegend Mais und Maniok, in höheren Lagen auch Kakao und Bananen angebaut. Für den Verkauf werden in tieferen Lagen Orangen, Sisal und Kokosnüsse, in den höheren Lagen Tee, Nelken, Kardamom und Zimt gepflanzt. Im Jahr 2012 besaß knapp die Hälfte aller Haushalte Nutztiere, vor allem Geflügel.[9][10]
- Handel: Rund fünf Prozent der Beschäftigten sind im Handel tätig, vor allem als Straßenhändler.[9]
- Eisenbahn: Im Jahr 2019 wurde die Usambarabahn von Tanga nach Moshi wieder eröffnet.[11]
- Straßen: Die wichtigste Straßenverbindung ist die asphaltierte Nationalstraße von Tanga nach Muheza und weiter nach Sengera, wo sie auf die Nationalstraße T2 von Daressalam nach Moshi und Arusha trifft.[12]
- Im Süden des Distrikts liegt das Wasserkraftwerk Pangani mit einer Nennleistung von 68 MW.[13]

## Sehenswürdigkeiten
- Amani-Naturschutzgebiet: Im Westen hat der Distrikt Anteil an diesem 8380 Hektar große Waldgebiet, das im Jahr 1997 eingerichtet wurde.[14]

## Politik
In Muheza wird alle fünf Jahre ein Distriktrat (District council) gewählt.

## Sonstiges
Die Anglikanische Kirche betreibt in Muheza das Krankenhaus St. Augustinus und eine Krankenschwesternschule.